# Sphaerostephanos neotoppingii
Sphaerostephanos neotoppingii är en kärrbräkenväxtart som beskrevs av Holtt. Sphaerostephanos neotoppingii ingår i släktet Sphaerostephanos och familjen Thelypteridaceae. Inga underarter finns listade.